# Nouvi Zákon
Nouvi Zákon (Novi zavjet) najvažnije je djelo Štefana Küzmiča, koji je bio slovenski evangelički pastor u Mađarskoj u 18. stoljeću. 

## Povijest
Nouvi Zákon je prijevod Novoga zavjeta na prekomurskom jeziku. Tako je postao osnova prekomurskog književnog jezika. Küzmič je preveo s grčkog Nouvi Zákon i izdao u Njemačkoj (Halle na Saali) 1771. godine (Nouvi Zákon ali Testamentom Goszpodna Nasega Jezusa Krisztusa zdaj oprvics zGrcskoga na sztári szlovenszki jezik obrnyeni po Stevan Küzmicsi Surdánszkom f.). Mikloš Küzmič rimokatolički svećenik i dekan Slovenske okrogline (ova je bila prethodnica Prekomurja), kada je preveo četiri katolička evanđelja (Szvéti evangyeliomi), uporabio je također protestantski Novi zavjet.
Vjerojatno je da je Števan Küzmič znao Bibliju Jurija Dalmatina (prek.: Jüri Dalmatin) i Primoža Trubara (prek.: Primuſz Truber), jer Nouvi Zákon rabi slične izraze kao Dalmatinova Biblija. Evangelički Slovenci u Mađarskoj već su u 17. stoljeću znali Trubara, jer su iz Štajerske i Kranjske bježali slovenski protestantski pastori i donijeli Trubarovu bibliju.

Međutim Küzmič je više primjenjivao kajkavsku literaturu. Slovenski pisci u Mađarskoj također su u 20. stoljeću upotrijebili hrvatski jezik (kajkavski i gradišćanskohrvatski), kada su standardizirali njegov prekomurski jezik.

Štefan i Mikloš Küzmić su izjavili, da su Slaveni u krajini Mure isto onako slovenski narod, tako kao što su u Kranjskoj i Štajerskoj, i da baš Slovenci u Mađarskoj imaju svoj jezik te je ovo potrebno upotrijebiti u školi i crkvi, jer su razlike suviše velike.
Štefanov Nouvi Zákon, također Szvéti evangyeliomi i Mikloševa Kniga molitva su jedinstvena djela u slovenskoj i također cijeloj u južnoslavenskoj književnosti. U Sloveniji je 2009. godina bila godina Števana Küzmiča.
Veli nyim Jezus: jeli szte nej csteli nigdár vu piszmi: kamen, steroga szo zavrgli zidárje, vcsinyeni je k glávi voglá; od Goszpodna je tô vcsinyeno, i csüdno je pred ocsmi nasimi.

## Izdanja
- Nouvi Zákon ali Testamentim Goszpodna Nasega Jezusa Krisztusa zdaj oprvics zGrcskoga na sztári szlovenszki jezik obrnyeni po Stevan Küzmicsi Surdánszkom f. (Halle, 1771.)
- Nouvi Zákon ali Testamentom Goszpodna Nasega Jezusa Krisztusa zdaj oprvics zGrcskoga na sztrái szlovenszki jezik obrnyeni po Stevan Kuzmicsi surdánszkom f. (1817., Bratislava)
- Nôvi Zákon ali Testamentom Goszpodna Nasega Jezusa Krisztusa zdaj oprvics zGrcskoga na sztári szlovenszki jezik obrnyeni po Küzmics Stevani surdanszkom farari. (Kiseg, 1848. Aleksander Terplan je preoblikovao).
- Nôvi Zákon ali Testamentom Goszpodna Nasega Jezus Krisztusa szlovencseni po Küzmics Stevani surdanszkom dühovniki. Vödáni po Angluskom i zvönésnyem tüváristvi za Biblie. (1883. Beč)
- Nôvi Zákon ali Testamentom Goszpodna Nasega Jezus Krisztusa szlovencseni po Küzmics Stevani surdanszkom dühovniki. Vödáni po angluskom i zvönésnyem tüváristvi za Biblie. Izdajanje Britanskog i inostranog biblijsko društva Beograd, 1928. (Beograd-Zemun)

## Vanjske poveznice
|  | Zajednički poslužitelj ima još gradiva o temi Nouvi Zákon |